# Cyphon hilaris
Cyphon hilaris is een keversoort uit de familie moerasweekschilden (Scirtidae). De wetenschappelijke naam van de soort werd in 1944 gepubliceerd door Nyholm.